# Liste des organismes littéraires du Québec
 (juin 2022).
Cet article contient une liste d'organismes culturels actifs dans le milieu littéraire dont la portée est à l'échelle de la province de Québec. Les organismes sont classés selon le type d'activité principal (édition, diffusion, expérimentation/création/production, médiation et pédagogie et ressource générale) qu'ils exercent. 

## Édition
Au Québec, plusieurs maisons d'éditions sont actives. La plupart sont membres de l'Association nationale des éditeurs de livre du Québec (ANEL). Une liste des maisons d'édition au Québec existe sur Wikipédia.

## Diffusion
- Heure du conte[2]
  - Heure du conte est une plateforme réunissant les heures du conte virtuelles et audio.
- La fabrique culturelle / Télé-Québec[3]
  - La fabrique culturelle est une plateforme comprenant des contenus vidéo touchant à diverses sphères artistiques, des reportages sur des événements, spectacles et productions artistiques et littéraires.
- Libraires 
  - Les libraires indépendants du Québec sont représentés par l'Association des libraires du Québec (ALQ) qui étudie et défend les intérêts généraux, économiques et commerciaux de la profession[4].

- Périodiques culturels québécois
  - Cette catégorie regroupe les pages de plusieurs revues, aussi appelée périodiques, culturelle québécoises. Ces revues jouent un rôle important dans la diffusion des arts littéraires et des œuvres littéraires. Ils sont représentés par la Société de développement des périodiques culturels québécois (SODEP), qui leur offre également un appui administratif.
- OHdio (Ici Première)[5]
  - OHdio est la chaîne de baladodiffusion de Ici Première. L’offre de contenus, en libre accès, comprend entre autres des balados littéraires et des livres audio québécois. De nombreux genres littéraires sont représentés, comme le conte, la poésie, le roman, le théâtre, etc.
- Salons du livre du Québec
  - Événements littéraires annuels ayant pour objectif de promouvoir le livre et la lecture. Plusieurs d'entre eux sont représentés par l’Association québécoise des Salons du livre (AQSL) qui veille également à défendre leurs intérêts et à les soutenir[6].

- Voix d’ici[7]
  - « Voix d’ici est un répertoire audio de poésie présentant des enregistrements de textes écrits et récités par des poètes québécois[8]».
- Opuscules[9]
  - L'application web Opuscules est un outil de valorisation, de médiation et de mobilisation de la communauté littéraire du Québec. Elle est gérée par le projet Littérature québécoise mobile[10].

## Expérimentation / création / production
- Les Semeurs de contes[11]
  - Les Semeurs de contes est collectif de conteurs professionnels qui se produit dans tout le Québec, notamment en partenariat avec les communautés locales, à travers le circuit annuel « La Grande Virée », où les conteurs et conteuses parcourent à pieds plusieurs communautés du Québec et offrent une prestation tous les soirs[12].

## Médiation / pédagogie
- Bibliopresto[13]
  - Bibliopresto est un organisme à but non-lucratif qui soutient les bibliothèques grâce à ses services numériques.
- Prix littéraire des collégiens[14]
  - « Le Prix littéraire des collégiens est un prix littéraire décerné chaque année par un jury formé d’étudiants provenant des différents collèges et cégeps du Québec[14].» L'un des objectifs de la création de ce prix est de « promouvoir la littérature québécoise actuelle auprès des étudiants des collèges et des cégeps[14] » et de développer leur jugement critique.

- Réseau des répondantes et répondants TIC (REPTIC)[15]
  - Les REPTIC travaillent dans les différents cégeps du Québec afin de conseiller les enseignants dans l’intégration des TIC à leurs activités d’enseignement et d’apprentissage. Ils fournissent des outils, des cadres de référence et un soutien technologiques mais aussi, au-delà de la dimension technique, des outils pour une bonne intégration pédagogique des TIC.
- Réseau Biblio du Québec[16]
  - « Le Réseau BIBLIO du Québec est un regroupement national qui vise à unir les ressources des Réseaux BIBLIO régionaux pour maintenir et développer leur réseau de bibliothèques et de les représenter auprès des diverses instances sur des dossiers d’intérêts communs[16].»
- L’Association des bibliothèques publiques du Québec (ABPQ).
  - Organisme qui rassemble les bibliothèques publiques québécoises[17].

## Ressources générales (pour créateurs et créatrices) / concertation
- Conseil des arts du Canada, Ottawa[18]
  - Le Conseil des arts du Canada soutient le développement des arts au Canada, notamment en offrant une scène artistique et littéraire variée et un accès plus grand à différents prix, services et subventions.
- Conseil des arts et des lettres du Québec, Québec[19]
  - Chaque année, le Conseil des arts et des lettres du Québec soutient financièrement des artistes et des organismes artistiques afin que ceux-ci rayonnent au Québec et à l’étranger. « La création, l’expérimentation et la production » sont encouragées dans les domaines de la littérature et du conte, des arts de la scène, des arts multidisciplinaires, des arts médiatiques, des arts visuels, des métiers d’arts et de la recherche architecturale[20].
- Conseil québécois du patrimoine vivant, Québec[21]
  - « Le Conseil québécois du patrimoine vivant a pour mission de voir au développement des différents domaines de la culture traditionnelle et du patrimoine immatériel (ou vivant) des collectivités[22]. »
- Le réseau Les Arts et la Ville, Québec[23]
  - Les Arts et la Ville souhaite renforcir les liens entre les communautés des francophonies canadiennes et, pour ce faire, utilise « la sensibilisation, la mobilisation et l'inspiration[24] » afin de développer le sentiment d'appartenance des citoyens envers leur communauté.
- L’Union des écrivains et écrivaines québécois  (L’UNEQ), Montréal[25]
  - « L’Union des écrivaines et des écrivains québécois (UNEQ) travaille à la défense des droits socio-économiques des écrivaines et des écrivains ainsi qu’à la valorisation de la littérature québécoise, au Québec, au Canada et à l’étranger[26]. »
- Ministère de la Culture et des Communications du Québec, Québec[27]
  - « Le ministère de la Culture et des Communications a pour mission de contribuer au rayonnement de la culture et des communications, à l’épanouissement individuel et collectif de la population ainsi qu’à la mise en place d’un environnement propice à la création et à la vitalité des territoires[28]. »
- Regroupement du conte au Québec (RCQ)[29] / Circuit Paroles Vivantes (CPV)[30]
  - Le Circuit Paroles Vivantes est un programme de développement de marché afin de favoriser « une appropriation par les diffuseurs des arts de la parole[31] ». CPV se veut également un outil de dialogue entre les différents acteurs du milieu du conte ainsi qu'avec le public.
- SODEC, Montréal[32]
  - La mission de la SODEC est de « soutenir le développement des entreprises culturelles québécoises et assurer la protection et la mise en valeur de ses immeubles patrimoniaux[33]. »